# Dactylorhiza weissenbachiana
Dactylorhiza weissenbachiana là một loài thực vật có hoa trong họ Lan. Loài này được Perko mô tả khoa học đầu tiên năm 1994.